# Episodi di Blake's 7 (seconda stagione)
La seconda stagione della serie televisiva Blake's 7 è stata trasmessa in anteprima nel Regno Unito dalla BBC1 tra il 9 gennaio 1979 e il 3 aprile 1979.
| nº | Titolo originale    | Titolo italiano | Prima TV Regno Unito | Prima TV Italia |
| -- | ------------------- | --------------- | -------------------- | --------------- |
| 1  | Redemption          | inedito         | 9 gennaio 1979       | inedito         |
| 2  | Shadow              | inedito         | 16 gennaio 1979      | inedito         |
| 3  | Weapon              | inedito         | 23 gennaio 1979      | inedito         |
| 4  | Horizon             | inedito         | 30 gennaio 1979      | inedito         |
| 5  | Pressure Point      | inedito         | 6 febbraio 1979      | inedito         |
| 6  | Trial               | inedito         | 13 febbraio 1979     | inedito         |
| 7  | Killer              | inedito         | 20 febbraio 1979     | inedito         |
| 8  | Hostage             | inedito         | 27 febbraio 1979     | inedito         |
| 9  | Countdown           | inedito         | 6 marzo 1979         | inedito         |
| 10 | Voice from the Past | inedito         | 13 marzo 1979        | inedito         |
| 11 | Gambit              | inedito         | 20 marzo 1979        | inedito         |
| 12 | The Keeper          | inedito         | 27 marzo 1979        | inedito         |
| 13 | Star One            | inedito         | 3 aprile 1979        | inedito         |